# Mychajło Obidny
Mychajło Obidny, ukr. Михайло Обідний (ur. 11 lipca 1889 r. w Mirogorodzie, zm. 7 stycznia 1938 r. w Mukaczewie) – ukraiński, a następnie emigracyjny muzealnik, archiwista, historyk wojskowości, etnograf, poeta, publicysta, działacz społeczno-kulturalny
Ukończył 2 korpus kadetów w Moskwie, a następnie wydział etnograficzno-antropologiczny na uniwersytecie w Kijowie. Pracował jako nauczyciel na Kubaniu. Od 1910 r. był pracownikiem Jekaterynowskiego Muzeum Obwodowego. Potem znalazł pracę w Kijowskim Muzeum Artystyczno-Przemysłowym i Naukowym. W 1917 r. opublikowano jego pierwszy zbiór wierszy pt. „Pid siajwom woli”. W 1918 r. został wicedyrektorem Kijowskiego Muzeum Wojskowo-Historycznego. W 1919 r. zorganizował wydział wojskowo-historyczny sztabu generalnego Armii Czynnej Ukraińskiej Republiki Ludowej. Otrzymał stopień sotnika. Jednocześnie był członkiem Komisji Ochrony Pamiątek Historycznych przy Głównym Zarządzie Ministerstwa Kultury Narodowej. Po pewnym czasie wszedł w skład Komisji do Spraw Opracowania Statutu Ukraińskiego Archiwum Narodowego. Ponadto pełnił funkcję sekretarza Ukraińskiego Towarzystwa Wojskowo-Historycznego i Podolskiego Towarzystwa Ochrony Pamiątek Historycznych. Wiosną 1920 r. objął funkcję zastępcy szefa wydziału kulturalno-oświatowego Ministerstwa Kultury Narodowej, a następnie został kierownikiem Głównego Muzeum-Archiwum Wojskowo-Historycznego Armii Czynnej URL. Pod koniec 1920 r. wraz z pozostałymi wojskowymi ukraińskimi został internowany w Polsce. Osadzono go w obozie internowania w Tarnowie. W 1921 r. zorganizował, a następnie objął kierownictwo Towarzystwa Literacko-Artystycznego „Sonceswit”. Od 1922 r. wydawał z jego ramienia almanach. W 1923 r., po wypuszczeniu na wolność, wyjechał do Czechosłowacji. Przeniósł do Pragi zbiory Głównego Muzeum-Archiwum Wojskowo-Historycznego Armii Czynnej URL, które przekształcił w Ukraińskie Muzeum-Archiwum Narodowe przy Ukraińskim Komitecie Narodowym, zaś od 1925 r. przy Ukraińskim Instytucie Państwowym. Był członkiem Komitetu Muzeum-Archiwum Wyzwolenia Ukrainy. Wszedł w skład kolegium redakcyjnego pisma „Wisnyk muzeju-archiwu”. Wydał kolejny tomik wierszy pt. „Nerozcwili ranky”. Od 1930 r. był referentem Ukraińskiego Gabinetu Historycznego. Otrzymał tytuł doktora Ukraińskiego Wyższego Instytutu Pedagogicznego w Pradze. W 1933 r. zamieszkał w Mukaczewie na Rusi Zakarpackiej. W 1935 r. współtworzył Towarzystwo Etnograficzne Rusi Zakarpackiej.  Był autorem licznych artykułów w prasie czechosłowackiej i ukraińskiej.